# Krivošije

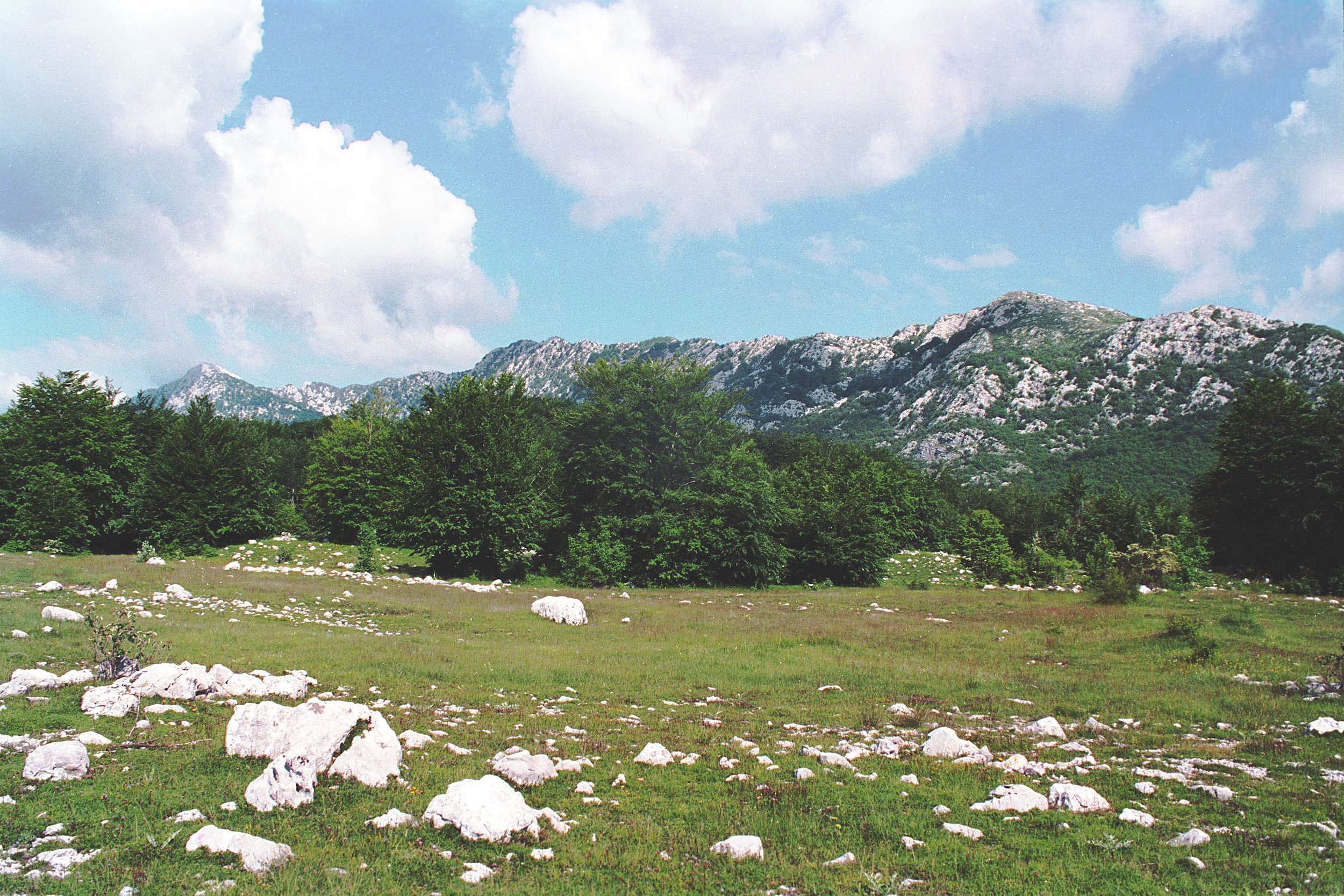
Krivošije: Hochfläche um Crkvice

Krivošije (Crivosije) ist ein Hochplateau im östlichen Teil des Gebirges Orjen in Montenegro zwischen dem Polje Grahovo und der Bucht von Risan in der Bucht von Kotor. 

## Geschichte
Mit dem Aufstand der montenegrinischen Bergbevölkerung im Aufstand der Krivošije 1869 gegen die österreichische Einschränkung der alten Rechte und Privilegien der Bocchesen und Krivošijer begann ein für beide Seiten verlustreicher Guerillakrieg. In den Kämpfen am Fort von Dragalj wurden die Grenzen der militärischen Fähigkeiten der k.k. Armee in schwierigen Gelände und winterlichen Witterungsverhältnissen sowie in der Entschlossenheit der Montenegriner offensichtlich. Sie wurde am 11. Januar 1870 im Frieden von Knežlaz eine friedliche Beilegung des Kampfes ausgehandelt. Erst in der Unterdrückung des Zweiten Aufstandes der Krivošije 1882 sicherte Österreich-Ungarn unter Stephan von Jovanović die Bergregion im Rücken der Bucht von Kotor und errichtete daraufhin in Folge zahlreiche Forts auf der Hochfläche um Crkvice, Kameno more und Dragalj, die den militärischen Hafen vor Übergriffen der von Russland unterstützten Serben schützen sollten, die versuchten, einen Zugang zur Adria zu erlangen.
Ende des 19. Jahrhunderts entdeckte eiszeitliche Moränenablagerungen belegen, dass das Orjen-Gebirge im Pleistozän stark vergletschert war. Die Ablagerungen des Gletschers geben dem Plateau die heutige geologische und geomorphologische Charakteristik. Eine Straße, die von Risan bis zum Orjen-Sattel (Höhe bei 1594 m) führt, hat den Orjen für den Bergtourismus erschlossen.

## Bevölkerung
Die Krivošije ist von Montenegrinisch-Serbischen Bergstämmen bewohnt. Die ehemals 7 Siedlungen 1953 mit noch 1053 Einwohnern sind von starker Bevölkerungsabwanderung geprägt. 2003 lebten hier nur noch 186 Einwohner. Die Krivošije kommuniziert engst mit dem Polje von Grahovo, das als wichtigstes ackerbaulich nutzbares Gebiet, und einem bedeutenden Karstfluss das regionale Zentrum darstellt. Hier lebten 1953 in 14 Orten 3585 Einwohner. Bis 2003 sank auch hier die Bevölkerung auf 1321.
Die Krivošijer galten zu Zeiten der Osmanen und Habsburgermonarchie als freiheitsliebendes Volk, dass sich sowohl Osmanen als auch Österreich-Ungarn erfolgreich widersetzte. Als die Herzegowina noch unter den Osmanen stand, war in der Bucht von Kotor ein Sprichwort landläufig bekannt: Gäbe es die Krivošijer und Risaner nicht, dann hätte die ganze Boka (Bucht von Kotor) den haraç (Landsteuer der nicht Muslimen) an die Türken gezahlt.